# Lethes humeralis
Lethes humeralis là một loài bọ cánh cứng trong họ Cerambycidae.